# Melecjusz Dutkiewicz
Melecjusz Dutkiewicz (ur. 8 marca 1836 w Sołukowie w Galicji, zm. 31 stycznia 1898 w Warszawie) – polski artysta fotografik, inżynier chemik, nadworny fotograf króla szwedzkiego Karola XV.

## Życiorys

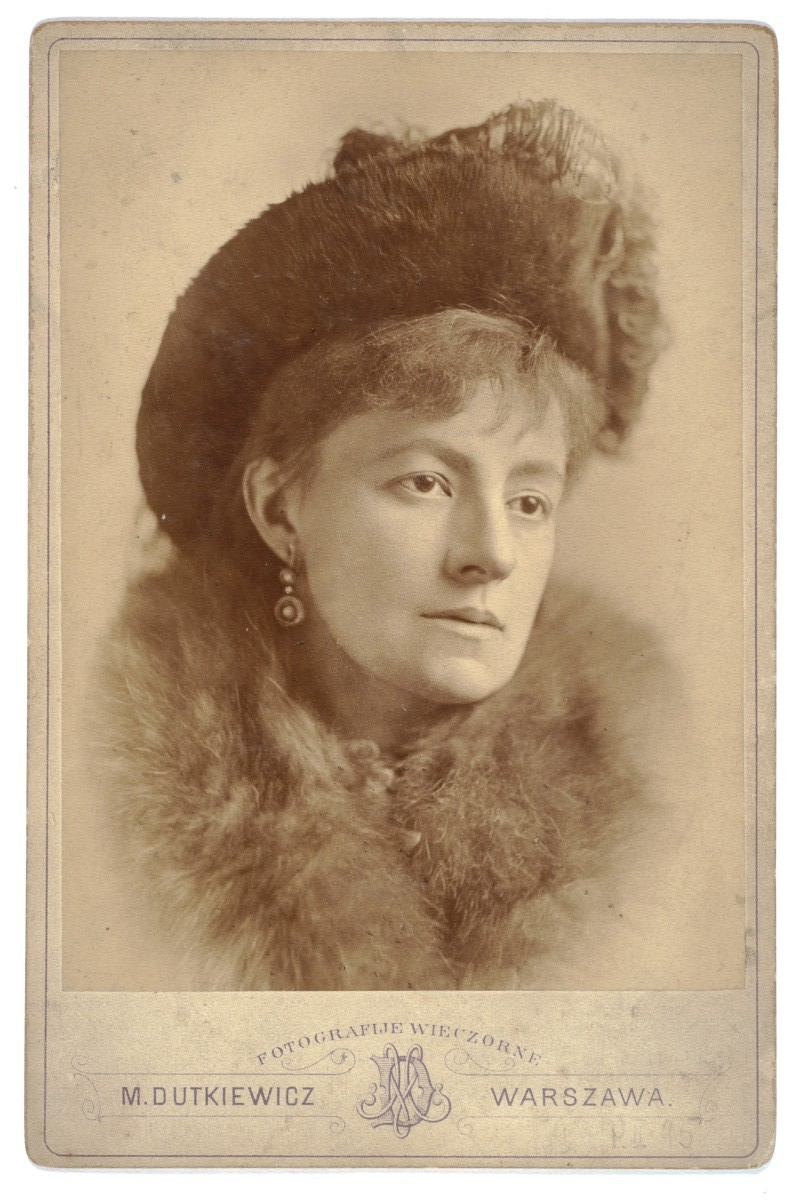
Portret Heleny Modrzejewskiej wykonany w zakładzie fotograficznym Melecjusza Dutkiewicza z wykorzystaniem oświetlenia elektrycznego, ok. 1879

Urodził się w rodzinie ksiądza greckokatolickiego Mikołaja Dutkiewicza i Anny z domu Bieleckiej. Ukończył Gimnazjum w Buczaczu prowadzone przez OO. Bazylianów. Aleksander Karoli twierdził, że Dutkiewicz w 1855 wstąpił na politechnikę (od 1872 Wyższa Szkoła Techniczna, obecnie Uniwersytet Techniczny w Wiedniu). Później Aleksander Maciesza podał, że Dutkiewicz wstąpił do Wyższej Szkoły Technicznej w Wiedniu w 1853 mając lat 17. Według dwóch autorów ukończył ją w 1858, Karoli wskazał, że Dutkiewicz uczęszczał na Wydział przyrodniczo-chemiczny. Następnie pracował  w Wiedniu jako profesor nauk przyrodniczych w miejscowej szkole realnej. W Wiedniu zaprzyjaźnił się z przebywającym wtedy w mieście belgijskim chemikiem i wynalazcą, gorliwym krzewicielem fotografii Désiréem Charlesem Emanuelem van Monkhovenem oraz wstąpił do znanego wówczas zakładu Ludwika Angerera, gdzie niebawem został głównym asystentem. Od roku 1865 pracował w Warszawie w zakładzie Karola Beyera. W 1866 do spółki z Ferdynandem Klochem de Kernitz otworzył przy Krakowskim Przedmieściu 7 własny zakład fotograficzny. W 1869 wspólnie z Beyerem otworzyli pierwsza mechaniczną światłodrukarnię, a w planach mieli również otwarcie fabryki płyt bromożelatynowych. Niestety oba przedsięwzięcia ze względu na brak wsparcia finansowego szybko upadły.
Dutkiewicz był autorem jednych z pierwszych fotografii Tatr i Beskidów. Jego prace wykonane wspólnie z Klochem zdobyły liczne nagrody na międzynarodowych wystawach - w 1867 w Paryżu, w 1873 w Wiedniu. Za album o Mikołaju Koperniku cesarz Franciszek Józef odznaczył Dutkiewicza złotym krzyżem zasługi w roku 1874. Prywatnie był wielkim miłośnikiem botaniki, hodował egzotyczne rośliny –  kaktusy i storczyki, próbował sam krzyżować różne odmiany i wykonywał im dokumentacje fotograficzną. 
Zmarł 31 stycznia 1889 w Warszawie, pozostawiwszy żonę Marię z kilkorgiem dzieci. Dutkiewicz pochowany został na Cmentarzu Prawosławnym na Woli w Warszawie (kwatera 29-1-7). Podawana w niektórych opracowaniach data śmierci 1897 wynika z błędu drukarskiego popełnionego w "Kurierze Warszawskim" na stronie, na której zamieszczono nekrolog.

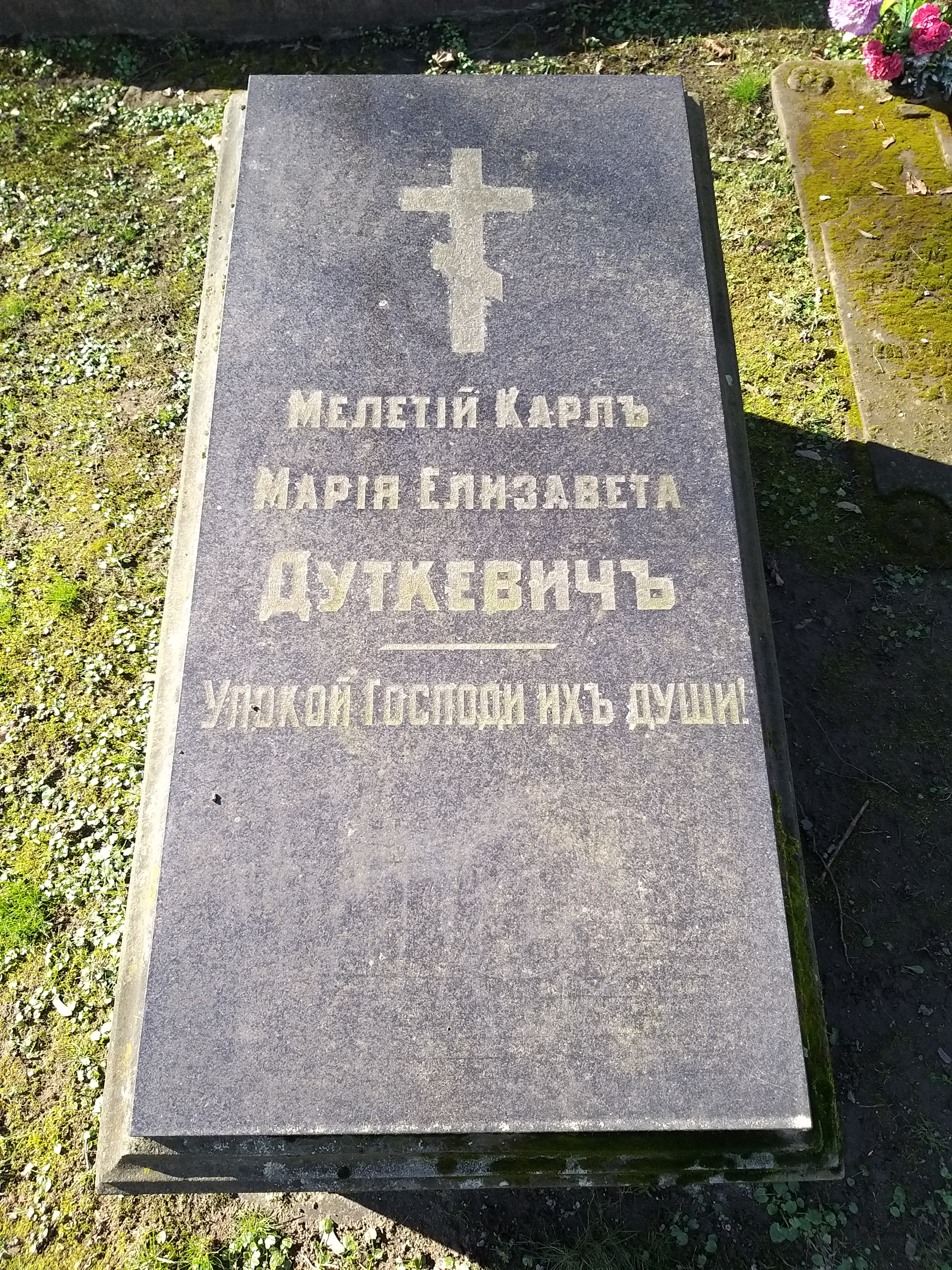
Marzec 2024. Grób Melecjusza i Marii Dutkiewiczów na Cmentarzu Prawosławnym na Woli